# 김민석 (1997년)
김민석(한국 한자: 金玟錫, 1997년 9월 20일 ~ )은 대한민국의 축구선수이자, 현재 화성 FC에서 미드필더로 뛰고 있다.